# Замков площад
Замковият площад във Варшава (на полски: plac Zamkowy w Warszawie) е площад пред Кралския дворец във Варшава, столицата на Полша.

## История
На площада има колона на крал Сигизмунд III Васа от 1644 г. – най-старият и символичен паметник на града (работа на Клемент Моли). В източната страна на площада стои, реконструиран след опустошението на Втората световна война, Кралският дворец – резиденцията на мазовските князе и после на полските и литовските крале от 16 до 18 век, бомбардиран и разрушен от нацистите по време на Втората световна война. През 1949 г. площадът е свързан с ескалатора с току-що изградения път W-Z. Работи под Замковия тунел и виадукт (водещ до Силезко-домбровзкия мост), построен на мястото на виадукта Pancer, разрушен през Втората световна война.
Този площад е свидетел на много драматични сцени от полската история. Тук е имало патриотични демонстрации през периода преди избухването на Януарското въстание (1863). На 27 февруари 1861 г. от руските куршуми загиват 5 поляци. На 8 април същата година 5 роти руска пехота и 2 ескадрона конници (около 1300 души), водени от генерал Стефан Александрович Хрулев извършват кърваво избиване на цивилни граждани на Варшава, като са убити повече от 100 души.
По време на военното положение площадът е свидетел на особено бруталния бунт ZOMO с демонстрациите от 3 май 1982 г.

## Събития
Площадът е център за туристите и местните жители, които се събират да гледат улични забавления, да участват в ралита, да гледат концерти и дори да участват в брейк танци. През 1997 г. на Замковия площад президентът на САЩ Бил Клинтън изнася реч и приветства Полша в НАТО.
Замковият площад изнася United Buddy Bears през 2008 г. – редица от 140 бр. 2-метрови скулптури, всяка проектирана от различен художник, изнася турне по целия свят като символ на културно разбиране, толерантност и доверие. Според официална информация посетители са повече от 1,5 милиона души.